# أكسيد أنتيموان خماسي
 أكسيد أنتيموان خماسي مركب كيميائي له الصيغة Sb2O5 ، ويكون على شكل بلورات صفراء .